# Tripterospermum taiwanense
Tripterospermum taiwanense är en gentianaväxtart som först beskrevs av Masamune, och fick sitt nu gällande namn av Yoshisuke Satake. Tripterospermum taiwanense ingår i släktet Tripterospermum och familjen gentianaväxter. Inga underarter finns listade i Catalogue of Life.